# Digital signalbehandling

Sampling av en analog signal.

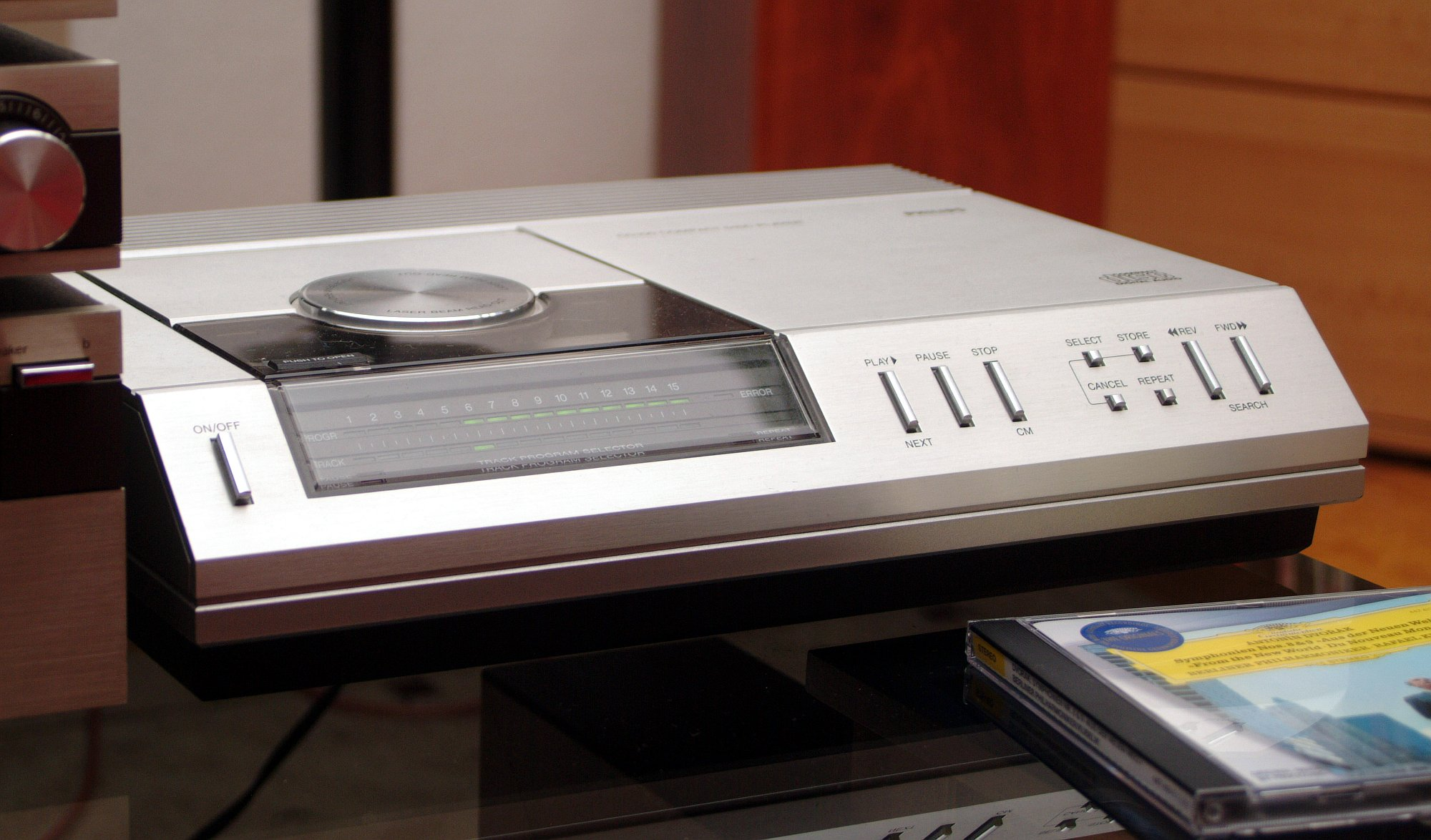
CD-spelare från år 1983. Med CD blev digital signalbehandling allmänt tillgänglig.

Digital signalbehandling (DSP, efter engelskans digital signal processing) är signalbehandling av digitala signaler vilka representeras av sekvenser av tal eller symboler. Digital signalbehandling och analog signalbehandling är underområden till signalbehandling.
Målet med digital signalbehandling är ofta att mäta, filtrera och/eller komprimera analoga signaler.
Algoritmer inom digital signalbehandling körs på vanliga datorer, specialiserade processorer kallade digitala signalprocessorer eller på målinriktat byggd hårdvara såsom ASIC:er.
En fördel med digitala system gentemot analoga är att de är mycket mindre känsliga för brus och andra störningar. 